# Botiza
Botiza es una comuna ubicada en el distrito de Maramureș, Rumania.

## Superficie
Cuenta con una superficie de 74,80 kilómetros cuadrados.

## Demografía
Hasta 2021 la población era de 2373 habitantes, con una densidad de población de 31,72 habitantes por kilómetro cuadrado.